# Elivélton
Elivélton Alves Rufino (Serrania, 31 de julho de 1971) é um ex-futebolista brasileiro que atuava como atacante. Atuou por vários times, como São Paulo (foi campeão da Libertadores de 1992), Cruzeiro (venceu a Libertadores de 1997, no qual ele fez o gol do título), Corinthians, entre outros.

## Carreira
Tendo começado a carreira como atacante, Elivélton começou a atuar profissionalmente em 1990, aos dezenove anos, pelo São Paulo. (Obs.: antes de atuar pelo São Paulo, se destacou no profissional do Esportivo de Passos, onde era conhecido como Aritana). Atuou na decisão do Brasileirão daquele ano, mas o tricolor saiu de campo derrotado pelo Corinthians.
Permaneceu no São Paulo até 1993, tendo feito parte do elenco que venceu dois Campeonatos Mundiais, contra Milan e Barcelona. Acabou sendo contratado pelo Nagoya Grampus do Japão, mas não brihou tanto na Terra do Sol Nascente. Regressou ao Brasil em 1995 para assinar com o Corinthians, e foi dele o gol do título do Campeonato Paulista deste ano contra o Palmeiras, que, ironicamente, foi o próximo clube defendido pelo atleta. Ele fez parte do famoso "time dos 100 gols", mas destes, Elivélton marcou apenas dois.
Elivélton assinou com o Cruzeiro em 1997, e mais uma vez comprovou a fama de ser pé-quente: marcou o gol do título da Libertadores contra os peruanos do Sporting Cristal. No Mundial de clubes, porém, após uma série de mudanças repentinas no elenco cruzeirense, Elivélton foi escalado por Nelsinho Baptista para jogar na lateral esquerda, e ficou marcado por não ter tido um bom jogo fora de sua posição. Curiosamente, a partir deste jogo, o jogador passou a atuar mais frequentemente na lateral esquerda no decorrer de sua carreira, como por exemplo em sua boa passagem pela Ponte Preta, onde foi contratado já com a intenção de jogar com a "camisa seis".
Depois da conquista, ele começou sua trajetória de "cigano" do futebol: após passagens por Vitória, Internacional, Ponte Preta, São Caetano, Bahia, Uberlândia e Vitória-ES, Elivélton chegou a anunciar seu abandono dos gramados, após o fim de seu contrato com o União de Rondonópolis.

## Retorno aos gramados
Enquanto mantinha a forma treinando no Alfenense, Elivélton mantinha a sua academia de futebol, ainda situada em Alfenas. Mas, persuadido por Wantuil Rodrigues, Elivélton topou o desafio de regressar à carreira de jogador, agora pela modesta equipe da Francana. Teve também uma passagem meteórica pelo Mixto até retornar de vez à Veterana.

## Curiosidades
Durante a carreira, Elivélton carregava a fama de ser extremamente sortudo nas decisões: além de ter marcado os gols do título do Paulistão de 1995 e da Libertadores de 1997, marcou, de pênalti, o último gol da vitória da Ponte Preta no Derby Campineiro de 28 de outubro de 2002. Nesse jogo, parte da arquibancada onde estava a torcida da Ponte cedeu, e dezenas de torcedores ficaram feridos.

## Seleção
A primeira convocação de Elivélton para a Seleção Brasileira aconteceu em 1991, numa partida contra os EUA. Jogou a Copa América de 1993, e foi neste ano que disputou sua última partida pela Seleção Canarinho, contra a ex-Iugoslávia.
Pela Seleção, Elivélton disputou treze jogos, e marcou um gol, contra a Tchecoslováquia, em 1991.

## Títulos
São Paulo
- Campeonato Paulista: 1991,[2] 1992[3]
- Campeonato Brasileiro: 1991
- Copa Libertadores da América: 1992, 1993
- Copa Intercontinental: 1992

Corinthians
- Copa do Brasil: 1995
- Campeonato Paulista: 1995[4]

Palmeiras
- Campeonato Paulista: 1996[5][6]

Cruzeiro
- Copa Libertadores da América: 1997
- Campeonato Mineiro: 1997, 1998

Vitória-ES
- Campeonato Capixaba: 2006